# Ondes de Tollmien-Schlichting
Pour les articles homonymes, voir ondes (homonymie).
En mécanique des fluides,  les ondes de Tollmien-Schlichting (en abrégé ondes TS) sont des ondes simples qui constituent le premier stade résultant de l'instabilité linéaire d'un écoulement laminaire et qui conduisent à la transition laminaire-turbulent.
Le phénomènes a été découvert par Ludwig Prandtl et étudié par ses élèves Walter Tollmien, et Hermann Schlichting.

## Instabilité d'un écoulement, transition vers la turbulence
Divers mécanismes conduisent une couche limite laminaire vers la turbulence. Le plus simple est sans doute la création d'une instabilité de très faible amplitude par une cause extérieure, une onde sonore par exemple. Le mécanisme d'amplification linéaire d'une telle perturbation est décrit par l'équation de Orr-Sommerfeld qui donne en tout point un domaine d'instabilité liant l'onde (fréquence et direction de propagation) et l'écoulement caractérisé par un nombre de Reynolds.
L'onde ainsi créée, appelée onde de Tolmienn-Schlichting, va se développer et se déformer en tourbillons tridimensionnels, jusqu'à créer des spots turbulents.